# Chelonus anthracinus
Chelonus anthracinus är en stekelart som beskrevs av Mccomb 1968. Chelonus anthracinus ingår i släktet Chelonus och familjen bracksteklar. Inga underarter finns listade i Catalogue of Life.